# Jiana
Jiana è un comune della Romania di 4859 abitanti, ubicato nel distretto di Mehedinți, nella regione storica dell'Oltenia. 
Il comune è formato dall'unione di 5 villaggi: Cioroboreni, Dănceu, Jiana, Jiana Mare, Jiana Veche.